# دونكان ماكنزي
دونكان ماكنزي (بالإنجليزية: Duncan McKenzie)‏ (10 يونيو 1950 في المملكة المتحدة - ) هو لاعب كرة قدم بريطاني في مركز الهجوم. لعب مع بلاكبيرن روفرز وتشيلسي وليدز يونايتد ونادي إيفرتون ونادي رويال أندرلخت ونوتينغهام فورست ونادي مانسفيلد تاون وتلسا رافنكس وشيكاغو ستينغ.

## وصلات خارجية
- دونكان ماكنزي على موقع الاتحاد الأوربي (الإنجليزية)
- دونكان ماكنزي على موقع قاعدة بيانات كرة القدم.إي يو (الإنجليزية)
- دونكان ماكنزي على موقع عالم كرة القدم.نت (الإنجليزية)